# Macaria notata
Espèce
Macaria notata, la Philobie tachetée, est une espèce de lépidoptères (papillons) de la famille des Geometridae.

## Synonymes
Phalaena notata Linnaeus, 1758 ; Geometra notataria Denis & Schiffermüller, 1775 ; Macaria notaria Morris, 1861 ; Philobia ulsterata Pearsall, 1913

## Distribution
Réside en Europe moyenne et septentrionale. Partout en France.

## Habitat
Bois et forêts.

## Plantes-hôtes
Bouleaux, Peupliers, Saules, Aulnes...